# Ло Інь
Ло Інь (羅隱, 833 —909) — китайський державний службовець та поет часів династії Тан.

## Життєпис
Народився 833 року в Юйхані (сучасний повіт Юйхань провінції Чжецзян). З дитинства уславився поетичним талантом і незалежним духом. Внаслідок зайвої самостійності суджень, він десять разів поспіль здавав державні іспити на ступінь цзіньши, але так і не зміг їх витримати. З досади він змінив своє ім'я на Інь («Пустельник»). Лише у 870 році отримує невелику державну посаду у сучасній провінції Хунань. У 887 році переїздить до рідної провінції, де займає різні посади. Згодом отримав придворну посаду у почті управителя південних земель Цянь Лю, У-Юеського вана. Помирає у 909 році у Цянтані (сучасний Ханчжоу).

## Творчість
Вірші Ло Іня в старому Китаї довгий час були під забороною внаслідок гострої критики існуючих порядків і сатири на урядову політику кінця епохи Тан. Найбільш відомим є вірші «Бджоли» та «Самовтіха».